# Kevin Ngapoula-Mbembo
Kevin Ngapoula-Mbembo (* 31. Dezember 1979) ist ein ehemaliger Judoka der Republik Kongo. 
Er trat bei den Olympischen Sommerspielen 2000 in Sydney an. Im Halbleichtgewicht schied er in der ersten Runde aus. Bei den Afrikameisterschaften 2000 in Algier hatte er Rang sieben erreicht.